# Serial Killer (singolo)
Serial Killer è un singolo della cantautrice italiana Ditonellapiaga, pubblicato il 18 luglio 2024.

## Descrizione
Il brano, scritto dalla stessa cantautrice, è prodotto da Giorgio Pesenti, in arte Okgiorgio ed è stato inserito nella colonna sonora del film My Spy - La città eterna (My Spy: The Eternal City).

## Tracce
Testi di Margherita Carducci, musiche di Margherita Carducci e Giorgio Pesenti.
1. Serial Killer – 2:52

## Formazione
- Ditonellapiaga – voce
- Gigi Barocco – masterizzazione, missaggio
- Giorgio "Okgiorgio" Pesenti – chitarra, produzione, registrazione